# 1054 Forsytia
1054 Forsytia är en asteroid i huvudbältet som upptäcktes den 20 november 1925 av den tyske astronomen Karl Wilhelm Reinmuth. Dess preliminära beteckning var 1925 WD. Den namngavs senare efter Forsythiasläktet, ett växtsläkte i familjen syrenväxter.
Forsytias senaste periheliepassage skedde den 27 maj 2020. Dess rotationstid har beräknats till 7,650 timmar.